# Roberto Ravaglia
Roberto Ravaglia (né le 26 mai 1957 à Venise) est un pilote automobile italien.
La plupart de ses titres ont été obtenus avec le Schnitzer Motorsport et BMW.

## Biographie
Il prend part au championnat d'Europe de Formule 3 en 1981, 1982 et 1983 où il fait face à Philippe Alliot, Alain et Michel Ferté, Didier Theys, François Hesnault, James Weaver, Oscar Larrauri, Robert Simac, Stanley Dickens, Pierluigi Martini ou encore Emanuele Pirro,.
Il a notamment remporté les 24 Heures de Spa en 1985 1988 et 1994, la Guia Race of Macao (en) en 1987, ainsi que les 24 Heures du Nürburgring (Nordschleife) en 1989 et 1995.
Entre 2005 et 2007, lui (comme chef d'équipe, instigateur avec Aldo Preo du ROAL Motorsport (en) ex-Ravaglia Motorsport) et Umberto Grano (comme chef de projet et également vénitien) ont dirigé le BMW Team Italy-Spain (avec essentiellement Alex Zanardi durant les trois saisons, 4 victoires) qui a participé avec les BMW Team Germany et BMW Team UK à la conquête des titres mondiaux constructeur de BMW en WTCC. Toujours avec Zanardi il a gagné l'Italian Superturismo Championship en 2005. En 2001 il a été champion en classe Super Production de l'ETCC grâce au néerlandais Peter Kox.

## Palmarès personnel

### Titres
- 1986 : Champion ETCC
- 1987 : Champion WTCC
- 1988 : Champion ETCC
- 1989 : Champion DTM

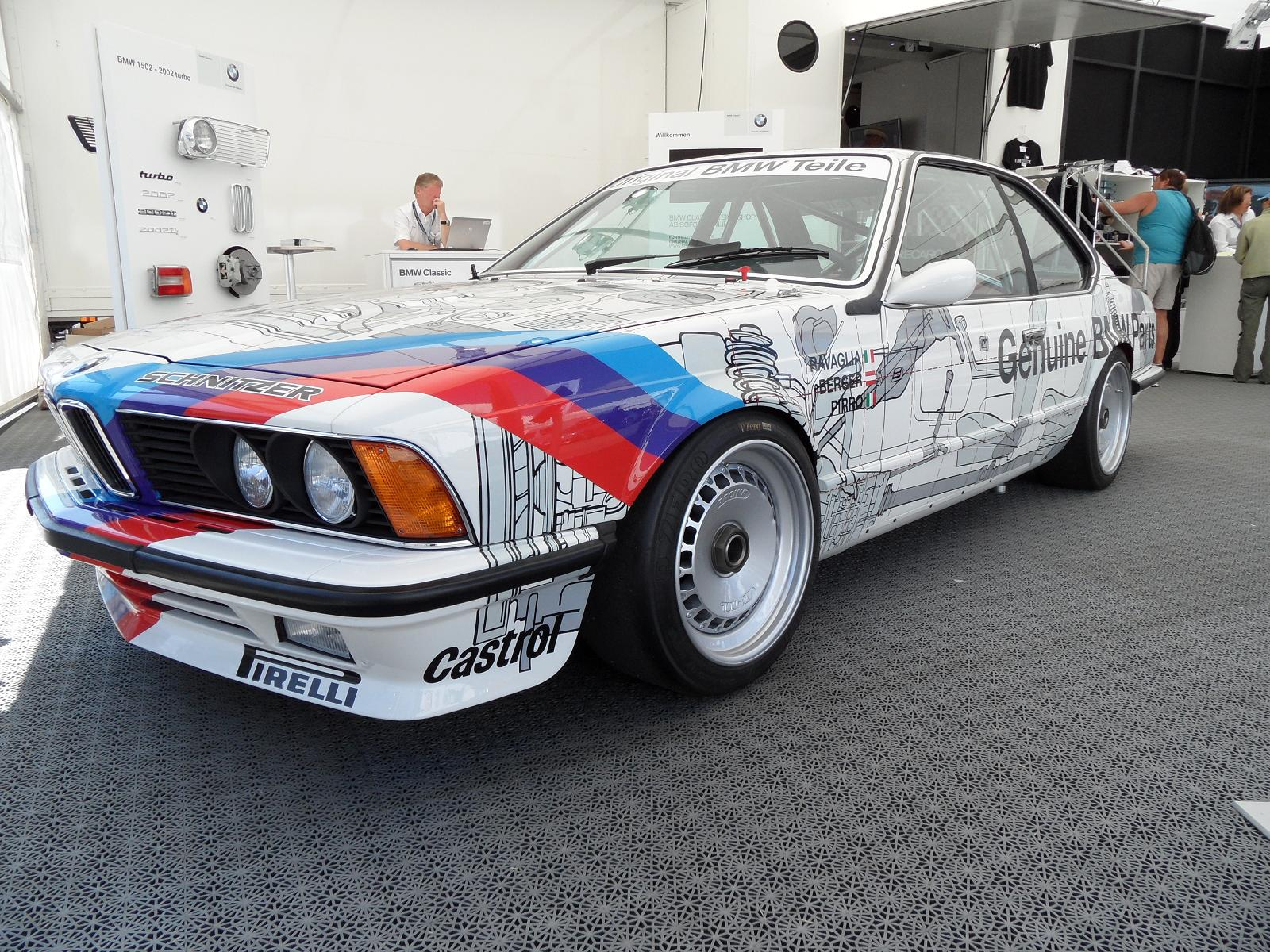
BMW E24 635 CSi du Groupe A, troisième des 24 Heures de Spa en 1986 avec Ravaglia, Berger et Pirro (victoire et deuxième place pour leurs équipiers du team Schitzer).

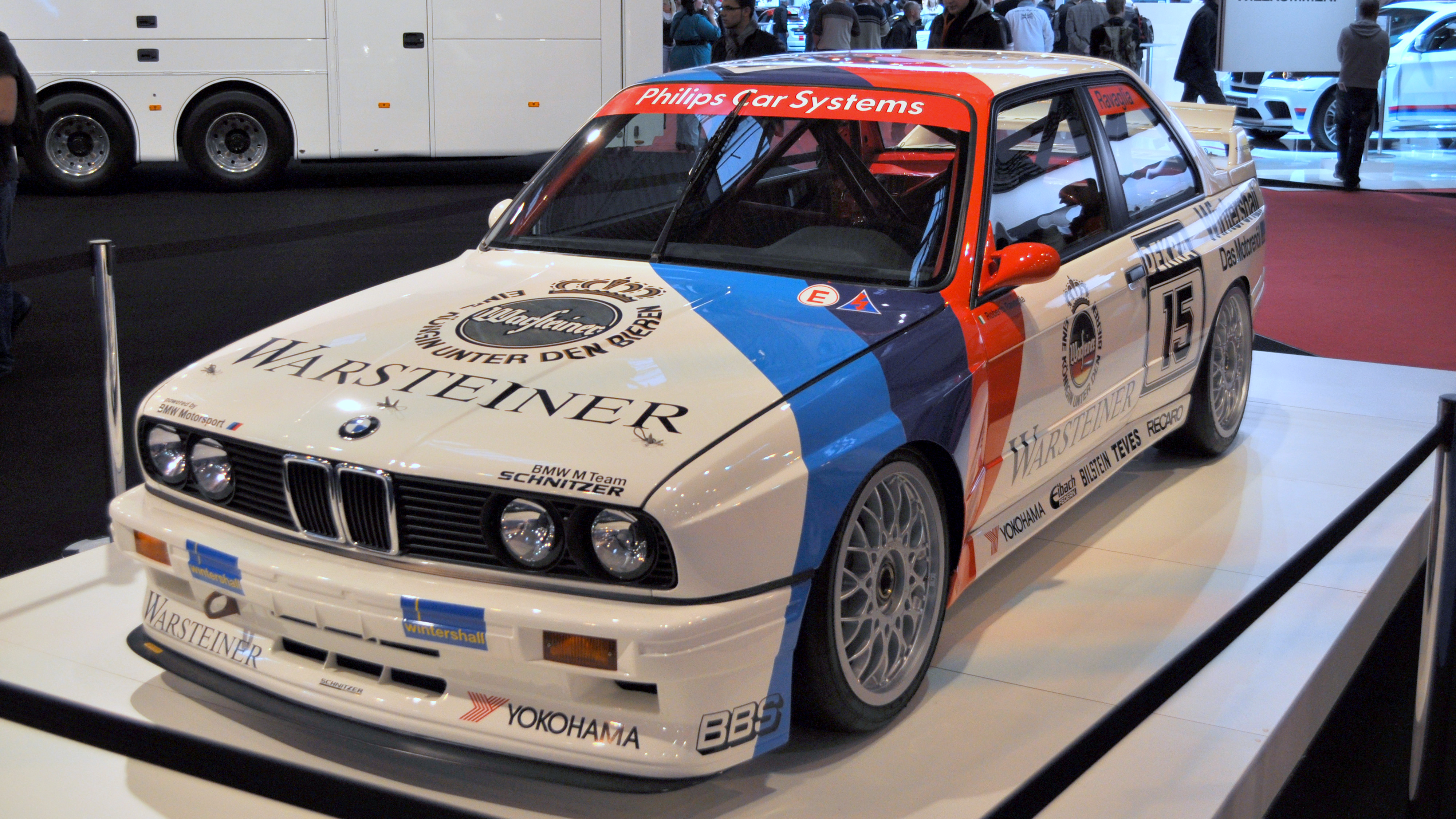
Sa BMW M3 lors du titre DTM de 1989.

- 1990 : Champion d'Italie de voitures de tourisme
- 1991 : Champion d'Italie de voitures de tourisme
- 1993 : Champion d'Italie de voitures de super-tourisme (ou Supertourisme)

### Victoire en WTCC
- 1987: 4 Heures de Jarama, sur BMW M3 du  BMW Motorsport;

### Victoires en ETCC
(9 victoires)
- 1984: 500 kilomètres de Mugello, sur BMW 635 CSi, du team Schnitzer;
- 1985: 24 Heures de Spa, sur BMW 635 CSi, du team Schnitzer;
- 1986: 500 kilomètres de Misano, Grand Prix du Nürburgring, Grand Prix de Nogaro et 4 Heures de Jarama, sur BMW 635 CSi, du team Schnitzer;
- 1988: 500 kilomètres de Donington, 24 Heures de Spa et circuit de Zolder, sur BMW M3 du  BMW Motorsport;

### Victoires en DTM
(3 victoires)
- 1989: Zolder courses 1 et 2, AVUS course 1, sur BMW M3 Evo du team Schnitzer[4],[5];

### Victoires en championnat d'Italie tourisme puis super-tourisme
(24 victoires)
- 1990: Monza courses 1 et 2, Varano course 2, Imola courses 1 et 2, et Monza course 2, sur BMW M3;
- 1991: Monza courses 1 et 2, Enna-Pergusa courses 1 et 2, Vallelunga courses 1 et 2, Misano courses 1 et 2, Mugello course 2, et Varano course 2, sur BMW M3;
- 1992: Monza course 1 et Varano course 2;
- 1993: Monza courses 1, Vallelunga courses 1 et 2, et Enna-Pergusa courses 1 et 2, sur BMW 318i;
- 1994: Mugello course 1, sur BMW 318is;

### Victoire en FIA GT
- 1997: 4 Heures de Silverstone;

### Autres victoires notables
(épreuves de Grand Tourisme)
- 1994: troisième victoire aux 24 Heures de Spa après celles de 1985 et 1988, sur BMW 320i du BMW Fina Bastos Team, avec Nelson Piquet et Marc Duez (également 2e en 1989 et 1995);
- 1989 et 1995: 24 Heures du Nürburgring (Nordschleife);
- 1987: Guia Race of Macao.

### Classements lors des24 Heures du Mans
| Année | Équipe             | Voiture        | Équipier     | Équipier        | Classement | Abandon  |
| ----- | ------------------ | -------------- | ------------ | --------------- | ---------- | -------- |
| 1990  | Toyota Team Tom’s  | Toyota 90C-V   | Aguri Suzuki | Johnny Dumfries | Abandon    | Accident |
| 1997  | BMW Team Schnitzer | McLaren F1 GTR | Peter Kox    | Éric Hélary     | 3e         | -        |